# Памятник воинам-землякам (Октёмцы)
«Памятник воинам-землякам, участникам Великой Отечественной войны» — мемориальный комплекс, посвящённый памяти воинов участников Великой Отечественной войны в селе Октёмцы, Октёмского наслега, Хангаласского улуса, Республики Саха (Якутия). Памятник истории и культуры местного значения.

## Общая информация
После победоносного окончания Великой Отечественной войны в городах и сёлах республики Якутия стали активно возводить первые памятники и мемориалы, посвящённые павшим солдатам. Памятник воинам-землякам был установлен в самом центре села Октёмцы Хангаласского улуса. В 1980 году в дни празднования 35-летия Победы в Великой Отечественной войне памятник был установлен и торжественно открыт.

## История
По архивным сведениям и документам, в годы Великой Отечественной войны из села Октёмцы на фронт были призваны 130 человек. Многие из них участвовали в сражениях под Москвой и Сталинградом, на Курской дуге, на рубежах Старой Руссы, на озере Ильмень, награждены орденами и медалями Советского Союза. На полях сражений Великой Отечественной войны погибло 48 сельчан, 72 воина вернулись домой к мирной жизни.

## Описание памятника
Памятник представляет большую центральную стелу высотой 4,8 метра, которая установлена на трапециевидном постаменте из грунта. На стеле нанесён бетонный барельеф с изображением советских воинов, держащих автоматы на руках стволом вверх. Под барельефом имеется надпись «1941-1945». В верхней части стелы отлит и укреплен бетонный объемный макет ордена Отечественной войны. Вся стела выполнена из бетона. На лицевой стороне постамента установлена бетонная плита с дюралюминиевыми досками, на которых нанесены имена участников Великой Отечественной войны. У подножья памятника размещён цветник. Общая высота всего памятника — 6,05 метров. Памятник по периметру огражден металлической узорчатой решетчатой изгородью.
В соответствии с Приказом Министерства культуры и духовного развития Республики Саха (Якутия) "О включении выявленного объекта культурного наследия «Памятник воинам-землякам, участникам Великой Отечественной войны (1941—1945)», расположенного по адресу Республика Саха (Якутия), Хангаласский улус (район), с. Октемцы, памятник внесён в реестр объектов культурного наследия народов Российской Федерации и охраняется государством.